# ボトリー男爵
ボトリー男爵（英: Baron Botreaux）は、イギリスの古い男爵、貴族。イングランド貴族爵位。ウィリアム・ド・ボトリーが1367年頃に議会招集されたことに始まるが、1960年以降は停止状態にある。

## 歴史
封建領主ウィリアム・ド・ボトリー(1337-1391)はエドワード3世及びリチャード2世在位期の大陸遠征に参加した人物である。彼は1367/8年2月24日に貴族院よりボトリー男爵(Baron Botreaux)として議会招集を受けたが、これがボトリー男爵の嚆矢である。
その孫にあたる3代男爵ウィリアム(1389-1462)が存命の男子なく没すると、爵位は娘マーガレット(4代女男爵、?-1478)に継承された。また、彼女を通じて爵位は嫁ぎ先のハンガーフォード男爵家へと流出している。
マーガレットの長男ロバート・ハンガーフォード(1429-1464)は1444年頃にド・モリンズ男爵(Baron de Moleyns)として議会招集を受けたため、この爵位も男爵家に加わった。しかし、ロバートはヘクサムの戦いで刑死、その長男トマスも祖母マーガレットに先立って死去したため、トマスの娘メアリーが3つの男爵位を継承した。
その長男ジョージは1529年にハンティンドン伯爵に叙せられたため、ボトリー男爵位は他の男爵位とともに伯爵家へと流れた。のちに再び女系継承が生じてハンティンドン伯爵家からモイラ伯爵ロードン家(後のヘイスティングズ侯爵家)に継承されている。
20代男爵にあたる第4代ヘイスティングズ侯爵(1842-1868)が男子なく死去すると、彼の4人の姉妹間で優劣がつかず、ボトリー男爵を含む6つの爵位(ボトリー男爵、ヘイスティングス男爵、ハンガーフォードのヘイスティングズ男爵、ハンガーフォード男爵、ド・モリンズ男爵、ルシンのグレイ男爵)は停止した。
その後の1871年に、長姉エディス(21代女男爵、10代ラウドン女伯爵)に帰属する形で5つの男爵位が停止解除となるとともに、ルシンのグレイ男爵のみは次姉バーバラが1885年に回復している。
しかし、エディスの息子で22代男爵こと第11代ラウドン伯爵チャールズ・ロードン＝ヘイスティングズが1920年に生涯未婚のまま亡くなったため、爵位は彼の3人の姪の間で再び保持者不在となった。チャールズの没した翌年の1921年に弟の長女エディスがボトリー男爵位、ヘイスティングズ男爵位を回復した。他方、次女エリザベスが残る男爵位の停止解除を受けている。
そのエディスの死後は3度目の停止に陥り、現在に至っている。

## ボトリー男爵（1367年）
- 初代ボトリー男爵ウィリアム・ド・ボトリー（英語版） (1337-1391)
- 第2代ボトリー男爵ウィリアム・ド・ボトリー（英語版） (1367-1395)
- 第3代ボトリー男爵ウィリアム・ド・ボトリー（英語版） (1389-1462)
- 第4代ボトリー女男爵マーガレット・ド・ボトリー (?-1478)
- 第5代ボトリー女男爵メアリー・ハンガーフォード（英語版） (1468-1533)
- 第6代ボトリー男爵ジョージ・ヘイスティングズ（英語版） (1488-1545) (1529年にハンティンドン伯爵叙爵)

この間の歴代男爵はハンティンドン伯爵、ハンガーフォード男爵もしくはヘイスティングズ男爵を参照。
- 第20代ボトリー男爵ヘンリー・ロードン＝ヘイスティングズ (1842-1868) (1868年に爵位停止)
- 第21代ボトリー女男爵エディス・ロードン＝ヘイスティングズ (1833-1874) (1871年に停止解除)
- 第22代ボトリー男爵チャールズ・ロードン＝ヘイスティングズ (1855-1920) (1920年に爵位停止)
- 第23代ボトリー女男爵エディス・アブニー＝ヘイスティングズ（英語版） (1883-1960) (1921年に停止解除となるも、再び1960年に爵位停止)